# Naomi van As
Naomi van As est une hockeyeuse sur gazon néerlandaise née le 26 juillet 1983 à La Haye. Elle débute en équipe nationale en 2003. Elle remporte la Coupe du monde en 2006 et 2014. Elle fait partie de l'équipe néerlandaise championne olympique en 2008 et en 2012. Elle compte, en 2015, 200 sélections pour 42 buts.
Elle est en relation avec le patineur de vitesse Sven Kramer depuis 2007.